# Неверово (Московская область)

## Население
Неверово — деревня в Рузском районе Московской области, входящая в сельское поселение Колюбакинское. До 2006 года Неверово входило в состав Барынинского сельского округа
Деревня расположена на востоке района, примерно в 18 километрах восточнее Рузы, на ручье Гнилушка (левый приток Москва-реки, высота центра над уровнем моря 194 м. Ближайшие населённые пункты — примыкающая на севере деревня Заовражье и в 0,5 км на восток — Колюбакино.
| 2002 | 2006 | 2010 |
| ---- | ---- | ---- |
| 79   | ↘78  | ↘77  |